# Gracixalus seesom
Gracixalus seesom es una especie de anfibio anuro de la familia Rhacophoridae.

## Distribución geográfica
Esta especie es endémica de Tailandia. Se encuentra en las provincias de Kanchanaburi y Chiang Mai entre los 942 y 1650 m sobre el nivel del mar.

## Publicación original
- Matsui, Khonsue, Panha & Eto, 2015 : A new tree frog of the genus Gracixalus from Thailand (Amphibia: Rhacophoridae). Zoological Science, Tokyo, vol. 32, p. 204–210.[3]